# Gare de Lørenskog
La gare de Lørenskog est une gare ferroviaire de la ligne Hovedbanen. Elle se trouve dans le quartier de Robsrud, commune de Lørenskog. 

## Situation ferroviaire
La gare est à 14,15 km d'Oslo et à 159,3 mètres d'altitude.

## Histoire
La gare de Lørenskog fut mise en service en 1857. Elle s'appelait initialement gare de Robsrud, nommé d'après la ferme la plus proche. La gare a pris son nom actuel en 1909.

### Chronologie des statuts de la gare
La gare a changé de statut à plusieurs reprises :
- 1859: création d'un espace de chargement et de déchargement des marchandises
- 1891: halte ferroviaire pour les voyageurs, réception et expédition de  marchandises
- 1898: la halte ferroviaire a les attributs d'une gare sans avoir de bâtiment, trafic passagers et marchandises
- 1901: construction du bâtiment de la gare
- 1906: la halte ferroviaire devient une gare à part entière
- 1909: la gare de Rosbrud s'appelle désormais gare de Lørenskog
- 1972: gare automatisée
- 1988: la  gare devient exclusivement une gare voyageur, plus de trafic de marchandises.
- 2000: la gare n'est plus habitée.

### La gare deSesam
De 1991 à 2000 la gare a joué un rôle particulier dans une émission norvégienne pour enfants programmée sur NRK : Sesam Stasjon. La gare, repeinte, a servi de toile de fond à l'émission tandis que les scènes intérieures étaient jouées en studio. À l'époque de la série, les enfants pouvaient effectuer le trajet Oslo - Sesam dans un wagon aux couleurs de l'émission et visiter la gare (où ils pouvaient parfois avoir la chance de rencontrer les animateurs).
En 2003, il a été décidé que la gare devait retrouver ses couleurs originales. Les travaux n'ont été entrepris qu'au printemps 2006 et l'automne de cette même année la gare a retrouvé son aspect d'origine avec ses murs de couleur ambre et ses moulures brunes, dans un style similaire à d'autres gares sur la ligne ferroviaire.

## Service aux voyageurs

### Accueil
La gare est équipée d'un parking de 274 places et d'un parc à vélo couvert. Il y a une salle d'attente dans la gare ouverte du lundi au vendredi de 5h à 17h. Par ailleurs, il y a également des aubettes sur les quais. La gare n'a pas de guichets mais des automates.

### Desserte
La gare est desservie par des trains locaux en direction de Spikkestad et Lillestrøm.

### Intermodalité
Il y a une station de taxi à la gare.
Des bus desservent la gare dont la ligne 25 reliant la gare à Majorstuen.

## Galerie

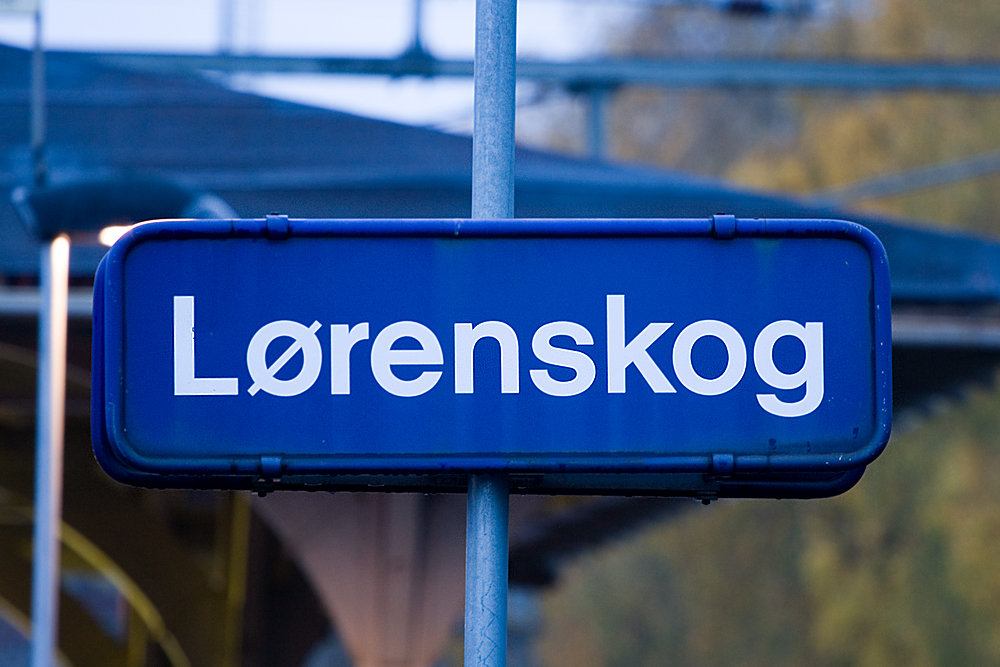
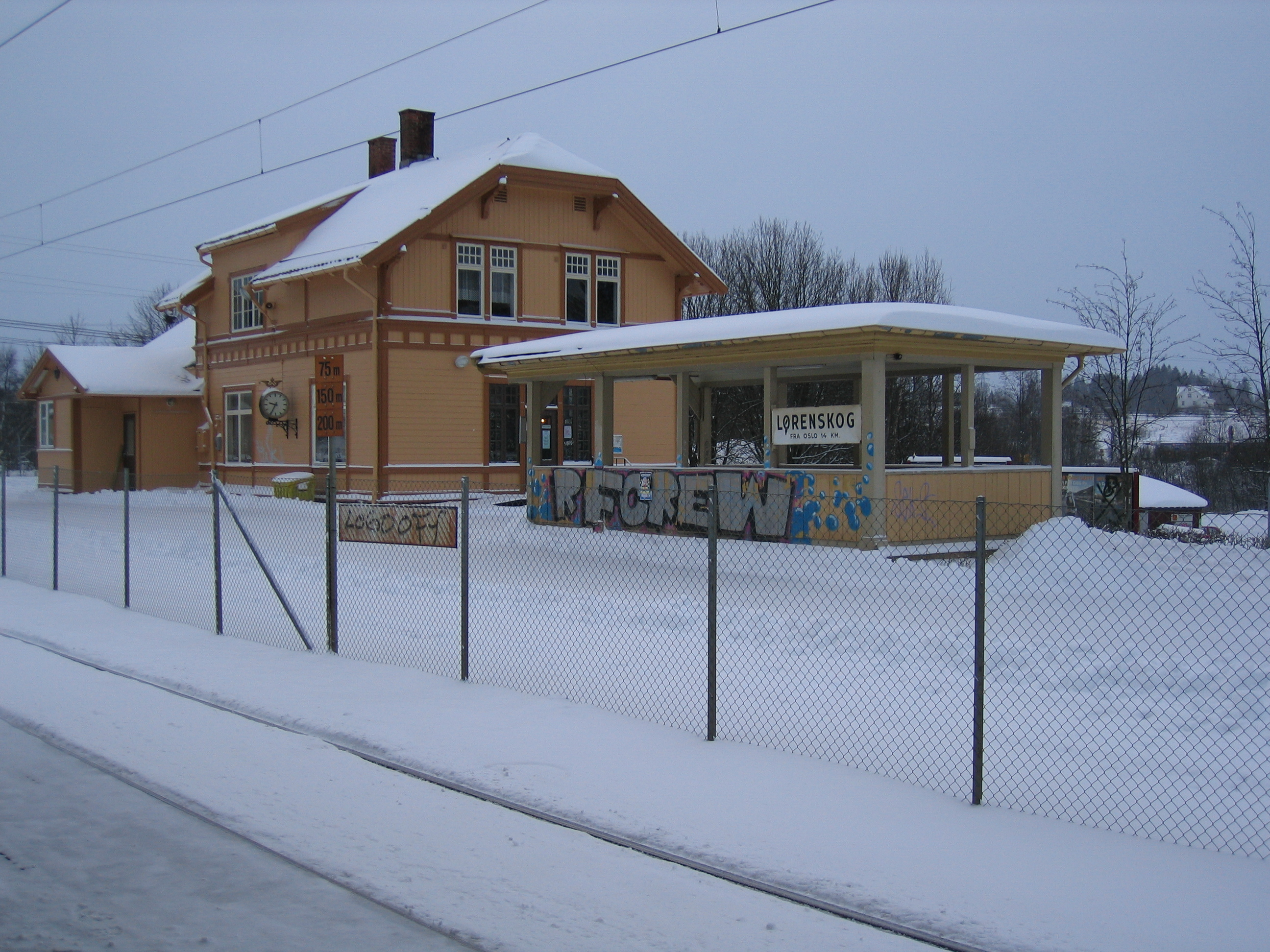
En hiver
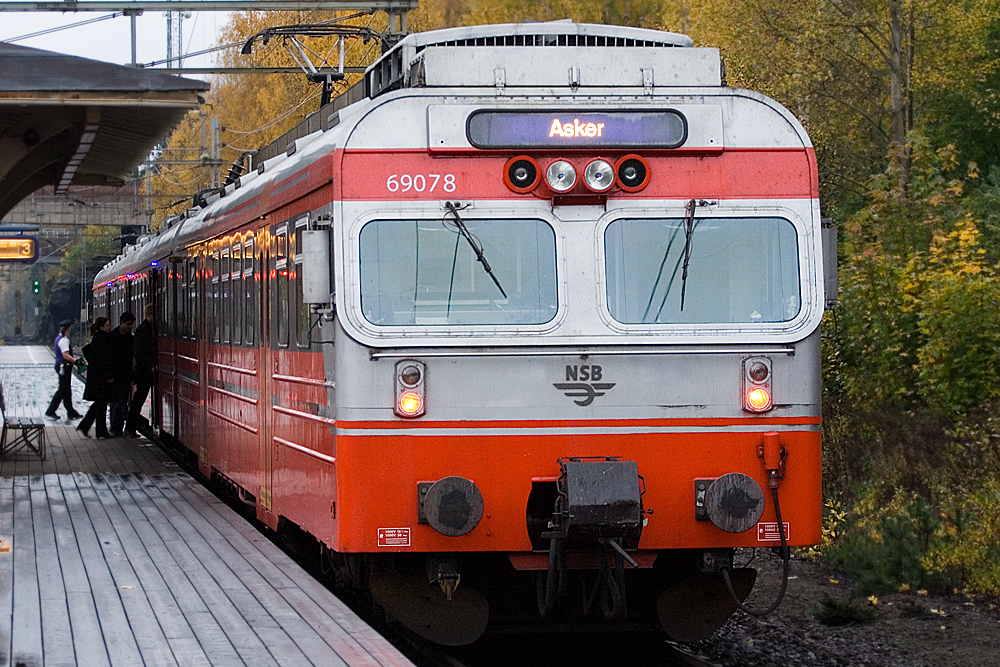
NSB type 69 à la gare
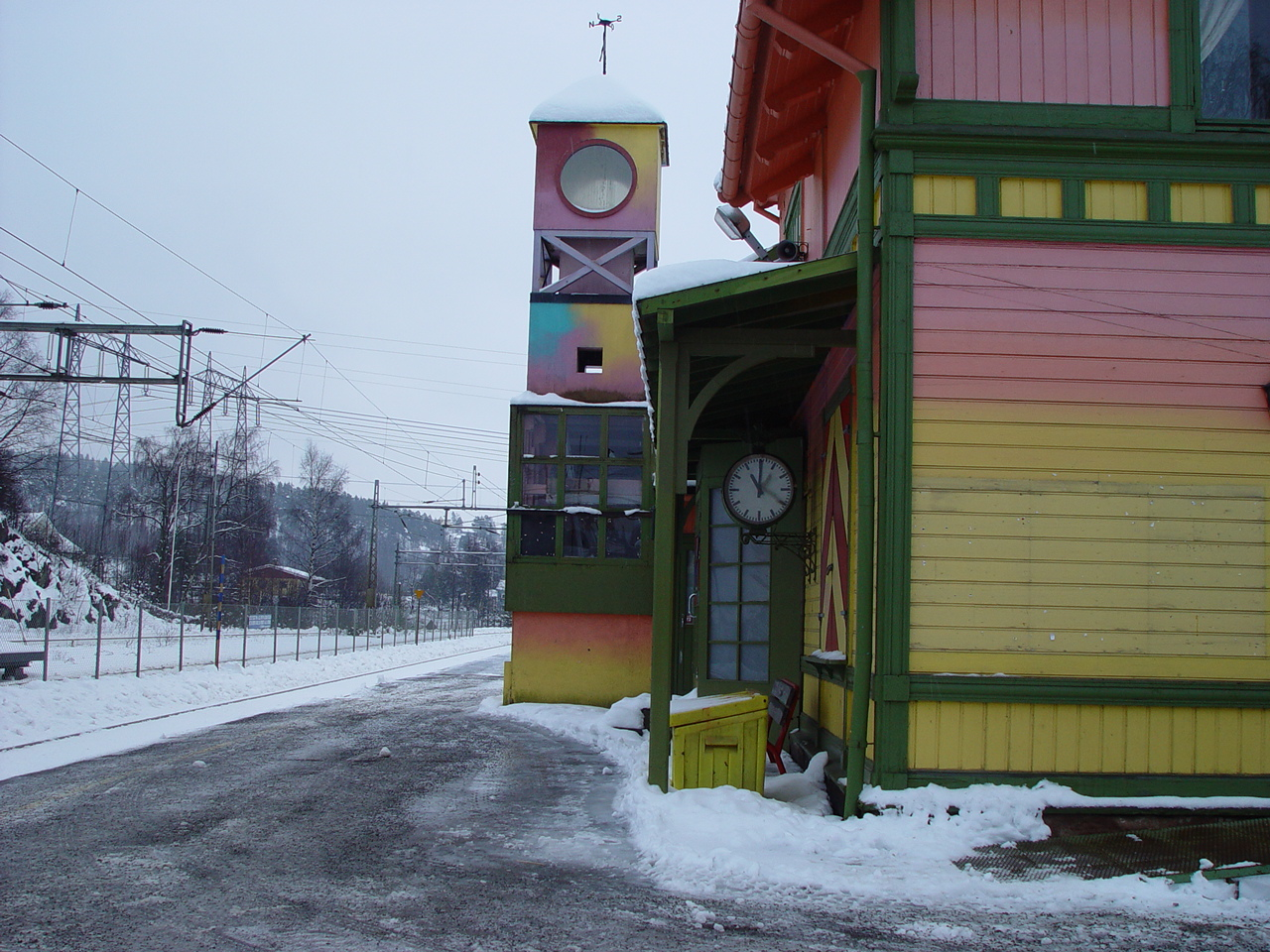
Le gare aux couleurs de l'émission
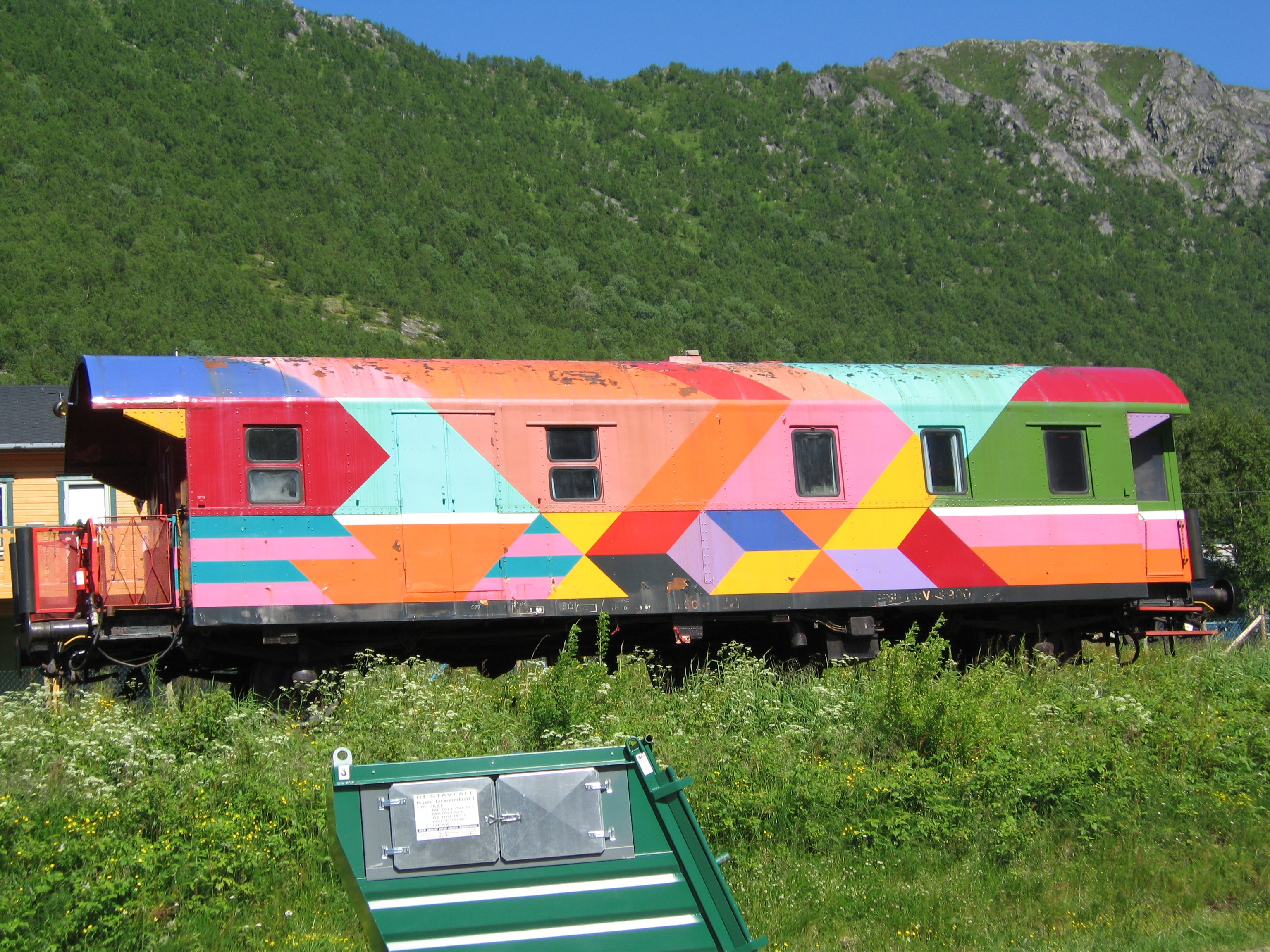
Un des wagons du train de l'émission

| Gare précédente |                    |                              |                    | Gare suivante |
| --------------- | ------------------ | ---------------------------- | ------------------ | ------------- |
| Høybråten       | Hovedbanen         | Hovedbanen                   | Hovedbanen         | Hanaborg      |
| Gare précédente | Trains de banlieue | Trains de banlieue           | Trains de banlieue | Gare suivante |
| Høybråten       | L1                 | Spikkestad–Oslo S–Lillestrøm |                    | Hanaborg      |